# 曾博恩
曾博恩（1990年11月3日—），前藝名鋼鋼，是出身臺灣臺北的站立喜劇演員、編劇、節目製作人。他曾經是《臺灣吧》的製作人、編劇以及英文配音員，《博恩夜夜秀》的主持人。現今有開設Podcast節目《博音》。
2018年7月31日，他與謝政豪成立薩泰爾娛樂股份有限公司，現今擔任該公司的董事長及內容長。

## 事業生涯
2016年10月，他獲得卡米地脫口秀新人爭霸賽決賽冠軍獎項，並正式開始從事於單口喜劇表演。2017年11月，他以「大奶微微」（大杯奶茶微糖微冰）、吃「B」（B群，即維生素B複合群之簡稱），嘲諷時下臺灣青年慣於使用「簡稱」為題材之單口喜劇，受到廣大注目。
曾經擔任臺灣吧節目製作人、編劇以及英文配音員，後來離開台灣吧之後，他成立薩泰爾娛樂股份有限公司，開始主持《博恩夜夜秀》，透過網際網路等傳播媒介，獲得大量關注。同時，他也主持《台灣特有種》節目第一季。該節目於2019年第54屆金鐘獎獲頒兒童少年節目獎及節目創新獎等獎項。
2019年3月16日，他首度在國家戲劇院演出，演出節目為個人脫口秀專場「【博恩站起來】《世代交替》」，成為台灣首位以單口喜劇形式在兩廳院表演之表演者。同年5月，他受邀至波士頓、紐約、多倫多等地，舉辦個人單口喜劇巡迴。同年10月，他受邀至新加坡錄製《爆笑頻道脫口秀亞洲瘋》全新第4季（Stand-Up Asia! S4），成為首位參與於爆笑頻道（Comedy Central Asia）節目的台灣喜劇演員；該節目於同年11月26日首度公映。
2021年8月19日，他在網際網路募資平台推出情趣用品「【博恩の美尻飛機杯】 」，產品設計發想源自他於《雙聲道BliveT》表演現場遭遇觀眾高喊「我想要你的飛機杯！」。該募資活動發表不到一日，募集資金之總額即超越原訂目標金額之6倍。
2023年2月22日，宣布即將在2023年5月27日於台北小巨蛋舉辦單口喜劇表演「2023曾博恩世界巡迴《#破蛋者》BALLBREAKER」，票價最高為10萬元一席，也是台灣第一位登上台北小巨蛋的單口喜劇演員。

## 音樂作品
| 曲序 | 曲目                       |                    | 编曲          | 製作人                    | 备注                                                                                                  | 时长 |
| ---- | -------------------------- | ------------------ | ------------- | ------------------------- | --- | ---- |
| 1.   | TAIWAN                     | 曾博恩             | DJ Hauer      | DJ Hauer 廖子寧           | 發行日期：2020年5月15日 音樂錄影帶特別演出：郭書廷、老K、白胖、賀瓏、喬瑟夫                           | 3:27 |
| 2.   | 早餐店阿姨 Breakfast Aunty | 曾博恩             | Hawkins Pan   | Tower da Funkmasta 陶逸群 | 發行日期：2020年6月26日 音樂錄影帶特別演出：涵冷娜                                                    | 3:16 |
| 3.   | 我怕練太壯                 | 曾博恩             | DJ Hauer      | 洪邦傑 Bon Hung           | 發行日期：2020年9月18日 音樂錄影帶特別演出：陳之漢                                                    | 3:16 |
| 4.   | 人生外掛 Life Hacks        | 曾博恩             | 曾博恩 陳小律 |                           | 發行日期：2020年12月3日 音樂錄影帶特別演出：賀瓏 、 老K 、 喬瑟夫 、 菜頭 、 冠冠 、 馬克吐司 、 多多 | 4:00 |
| 5.   | 保持胎哥                   | STR Network 呂士軒 | SJIN          | 呂士軒 SJIN               | 發行日期：2021年1月29日 音樂錄影帶特別演出：邰智源、呂士軒                                            | 3:08 |
| 6.   | 阿媽我真的吃飽了           | 曾博恩             | 陳昭宇        | 洪邦傑                    | 發行日期：2021年2月10日 音樂錄影帶特別演出：阿達、 喬瑟夫、李秀紗                                     | 5:05 |
| 7.   | 妹妹防護隊                 | 曾博恩             | 王崇宇 藍偉恩 | 洪邦傑                    | 發行日期：2021年5月29日 音樂錄影帶特別演出：金魚腦、馬克吐司、 菜頭、韋喆                             | 3:50 |
| 8.   | 芋頭別來亂                 | 曾博恩 禁藥王 栗子 | 禁藥王 栗子   | 洪邦傑                    | 發行日期：2021年9月25日 音樂錄影帶特別演出：禁藥王、栗子                                              | 3:01 |

## 單口喜劇

### 活動
| 時間          | 名稱                                                | 備註 |
| ------------- | --------------------------------------------------- | ---- |
| 2017年-2019年 | 快樂嘴脫口秀                                        |      |
| 2017年-2018年 | 卡米地喜劇俱樂部《Five Club》系列                   |      |
| 2018年        | 《頂尖對決 - 來互相傷害吧！》系列（與龍龍共同主持） |      |
| 2020年        | 《吐槽大會：呱吉無法擋 The Roast of Froggy Chiu》   |      |

### 個人演出專場
| 時間                         | 名稱                                             | 地點 |
| ---------------------------- | ------------------------------------------------ | --- |
| 2018年10月                   | 博恩站起來60分鐘單口喜劇搶先場《沒有什麼不能說》 | - 三創5F Clapper Studio - 西門WESTAR（真善美八樓）                                                                                 |
| 2018年11月                   | 博恩站起來《我很抱歉》                           | - 三創5F Clapper Studio - 西門WESTAR（真善美八樓）                                                                                 |
| 2018年12月                   | 博恩站起來《為什麼一定要有主題》                 | - 三創5F Clapper Studio |
| 2019年                       | 博恩站起來巡迴《世代交替》                       | - 國家戲劇院大廳 - 西門紅樓 - Legacy Taichung - 駁二正港小劇場 - Boston@Lecture Theater - New York@TAANY - Toronto@Columbus Centre |
| 2020年2月                    | 博恩站起來巡迴《另存新檔》                       | - 台北國際會議中心 TICC |
| 2020年12月18日－2021年2月    | 《超時空巡迴》系列                               | - SPERO - Legacy Taichung - 臺北流行音樂中心                                                                                       |
| 2022年3月11日－2022年3月12日 | 有趣的演講！《三重標準》                         | - 臺北流行音樂中心 |
| 2023年4月6日-                | 2023曾博恩世界巡迴《#破蛋者》BALLBREAKER         | - 東京 - 新加坡 - 吉隆坡 - 美國 - 台灣台北小巨蛋 - 澳洲                                                                            |

### 合作演出專場
| 時間                | 名稱                                          | 地點       | 合作藝人 |
| ------------------- | --------------------------------------------- | ---------- | -------- |
| 2024年6月21日至22日 | 《賀博台瘋》2024 曾博恩X賀瓏 單口喜劇世界巡迴 | 台北小巨蛋 | 賀瓏     |

## 節目
- 臺灣吧《學霸話經典》中飾演「史櫝樞」。
- 2018年1月和李四端合作《博恩話世界》，共有13集，每集播出為三到四分鐘，節目在講述各種世界議題、國際新聞。
- 2018年8月與公視合作《博恩在脫口秀前一天爆炸》，共10集，《博恩在脫口秀的前一天爆炸》為公視+首度推出的網路自製節目，以「自謔梗」為話題，使用《水果冰淇淋》、《麻醉風暴》、《誰來晚餐》、《一字千金》等經典橋段。
- 2018年11月擔任《台灣特有種》第一季主持人，《台灣特有種》為公共電視兒少生態節目，運用 VR 最新技術製作生態影像，紀錄八種台灣特有種生物，以及八位台灣「特有種」的青少年。該節目獲得第54屆金鐘獎「最佳兒童少年節目獎」及「創新節目獎」。
- 2019年10月到新加坡錄製《爆笑頻道脫口秀亞洲瘋》(Stand-Up Asia! S4)全新第4季，錄製片段於2019年11月26日播出。《爆笑頻道脫口秀亞洲瘋》是由爆笑頻道(Comedy Central Asia)所製作的節目，目前共錄製四季，內容為來自全亞洲及世界各地的喜劇演員齊聚一堂，輪流上台表演單口喜劇。

### 博恩夜夜秀
「博恩夜夜秀」是薩泰爾娛樂製作的臺灣脫口秀，製作人謝政豪、主持人曾博恩和所屬團隊製作的節目，並予以現場觀眾親臨棚內錄影及網路分段觀看。節目以美式脫口秀的形式呈現，亦為臺灣第一個開放網路募資的脫口秀節目。該節目於2018年8月20日播出第一季試播集，並於2019年1月20日播畢，第二季播出時間為2019年4月至2019年8月，第三季2019年10月至2020年1月。曾博恩擔任博恩夜夜秀第一季、第二季與第三季節目主持人。

## 音樂劇
《Mostly Broadway: Musical Concert》是瘋戲樂工作室在 Corner House 角落文創展演空間舉辦的音樂劇表演，演出內容為重新詮釋百老匯兩大作曲家史蒂芬·桑坦和林-曼努爾·米蘭達經典音樂劇作品，博恩分別於2019年10月29日、10月30日兩場擔任特別嘉賓。
客串音樂劇《台灣有個好萊塢》改編自台灣製作《阿嬤的夢中情人》。

## 電影
- 2020年《逃出立法院》飾 喪屍(客串)[13]

## 戲劇
- 2024年《都市懼集-生日快樂》飾 Peter

## 獎項
| 年份 | 頒獎機構                   | 典禮名稱         | 獎項                     | 入圍作品 | 結果 | 註     |
| ---- | -------------------------- | ---------------- | ------------------------ | -------- | ---- | ------ |
| 2020 | Google YouTube             | 台灣2020 YouTube | 熱門音樂Top8             | TAIWAN   | 獲獎 | [ 14 ] |
| 2024 | 文化部影視及流行音樂產業局 | 第59屆廣播金鐘獎 | Podcast獎 生活風格節目獎 | 《博音》 | 提名 |        |

## 軼事
曾博恩與侯文詠的長子在國小及國中期間為同班同學。

侯文詠創作的小說《天作不合》第十八頁處內的范大同原型為曾博恩本人。

## 爭議

### 鄭南榕事件
2019年8月，網傳曾博恩在現場open mic表演中以鄭南榕為開玩笑的對象說「在陽間燒掉的東西，在陰間也會出現一份」，此事引起爭議，薩泰爾娛樂公司也發出聲明暫停合作。後來曾博恩發表道歉聲明，表示「很抱歉我不成熟的即興串場，讓家屬及各位維護言論自由的前輩衍生許多負面情緒，我在此致上最大的歉意」，薩泰爾娛樂公司也維持合作關係。同年9月，曾博恩與合夥人謝政豪在直播中表示，當時本來就沒有任何合作，安排道歉聲明是因為他們認為大眾較保守，為了維護品牌而道歉。謝政豪表示薩泰爾鼓勵旗下藝人挑戰社會底線，今後不會為了藝人表演中的言論而道歉。

### 假飛官外送員事件
2023年12月，曾博恩於個人YouTube頻道分享了一位自稱是退役飛官的外送員的故事，影片中他給予該外送員五萬元小費。然而，隨著事件發展，該外送員被揭穿為假冒退役飛官，博恩因此成為輿論焦點。影片隨後被下架，但事件在社交媒體上仍持續發酵。部分網友認為曾博恩是「善意被利用」，也有評論指出他應該更審慎處理。

## 外部連結
- YouTube上的Stand up, Brian! 博恩站起來！頻道
- 博恩站起來！的Facebook專頁